# Platterbsen-Wicke
Die Platterbsen-Wicke (Vicia lathyroides), auch Frühlings-Zwerg-Wicke, Sand-Wicke oder Kicher-Wicke genannt, ist eine Pflanzenart der Gattung Wicken (Vicia) in der Unterfamilie der Schmetterlingsblütler (Faboideae) innerhalb der Familie der Hülsenfrüchtler (Fabaceae). Sie ist von Europa bis Kleinasien und Nordafrika verbreitet.

## Beschreibung

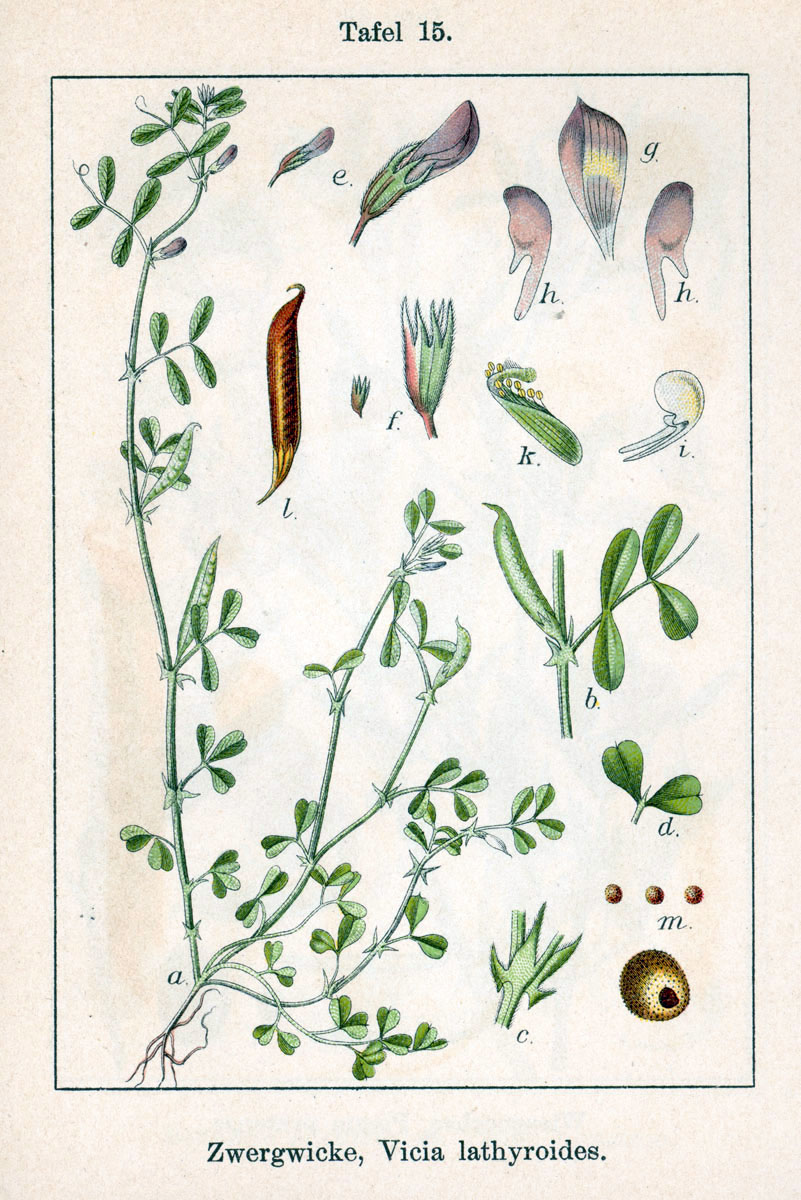
Illustration aus Sturm

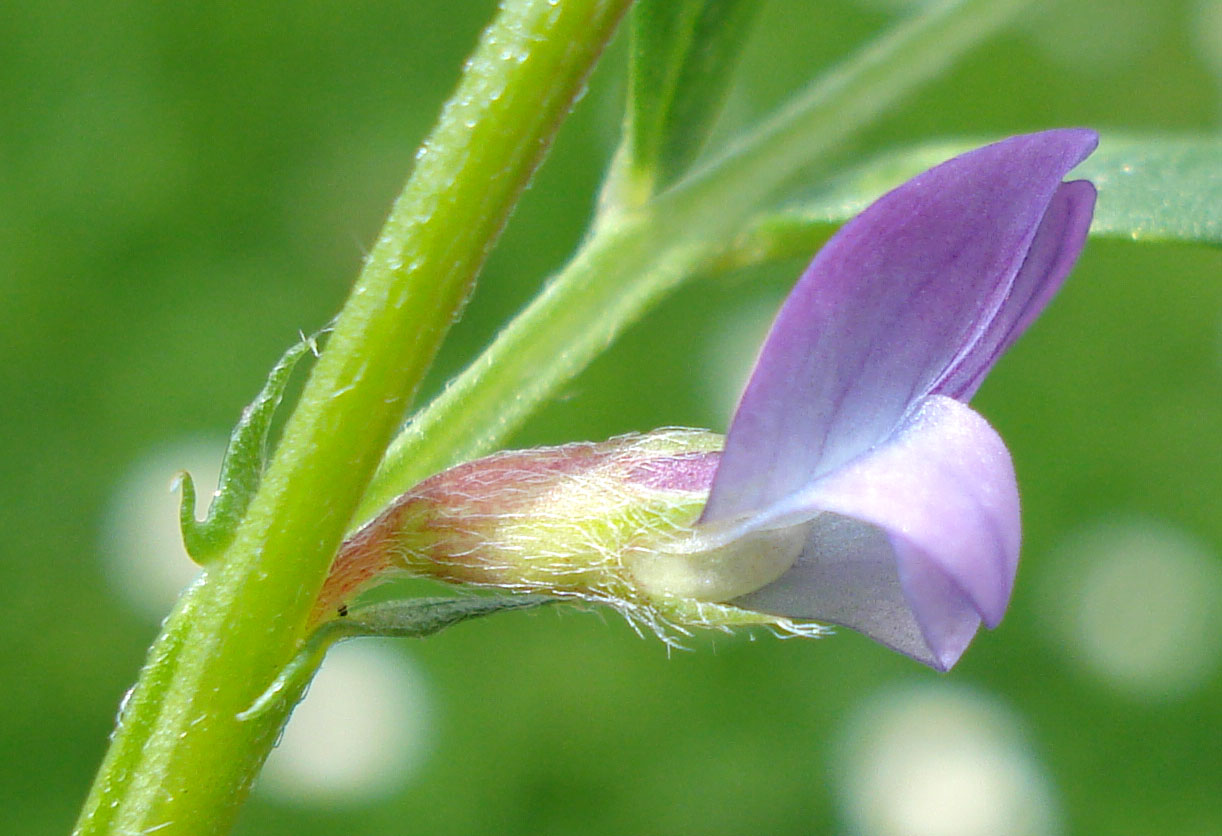
Zygomorphe Blüte von der Seite

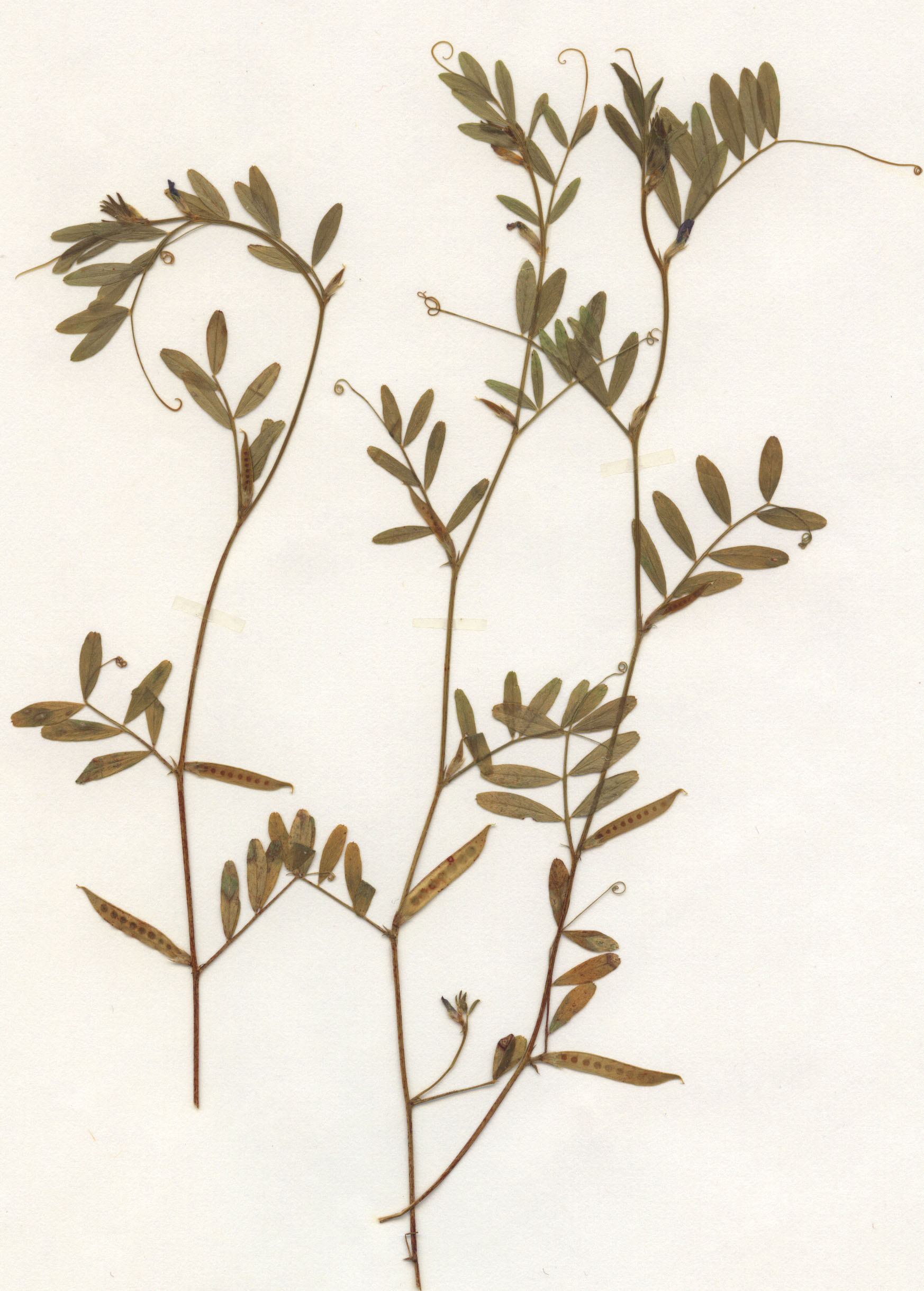
Herbarbeleg

### Vegetative Merkmale
Die Platterbsen-Wicke ist eine einjährige oder häufiger überwinternd-einjährige krautige Pflanze. Sie bildet eine schwache Wurzel und mehrere Stängel. Der niederliegende oder aufsteigende Stängel ist kurz und weich (fast seidig) behaart oder kahl, relativ dünn, 5 bis 15 cm lang und nur am Grund verzweigt.
Die gefiederten Laubblätter sind etwa 1 bis 3 cm lang und mit einer kurzen, meist nur mit einer Granne, seltener mit einer einfachen Ranke auslaufenden Spindel besetzt. Die Laubblätter tragen ein oder zwei Paar kahle oder kurz behaarte Fiederblättchen. Die unteren sind verkehrt-eiförmig bis verkehrt-herzförmig, etwa 2 bis 6 mm lang und etwa halb so breit, die oberen sind bis 14 mm lang, elliptisch bis linealisch, gestutzt bis zugespitzt und haben spitzwinkelig abgehende Seitennerven. Die Nebenblätter sind relativ klein, halbpfeilförmig, ganzrandig und ohne Nektarien.

### Generative Merkmale
Die Blütezeit reicht hauptsächlich von April bis Juni, sie blüht oft noch einmal im August. Die fast sitzenden Blüten sitzen meist einzeln in den Blattachseln. Die zwittrigen Blüten sind bei einer Höhe von 5 bis 8 Millimetern zygomorph und fünfzählig mit doppelter Blütenhülle. Der Kelch ist trichterförmig-glockig und mehr oder weniger behaart. Die Kelchzähne sind lanzettlich und etwa so lang wie die Kelchröhre. Die Krone ist meist hellviolett, selten weiß. Die Fahne ist verkehrt-herzförmig, zusammengefaltet und kaum länger als die Flügel. Die mehr bläulichen Flügel sind etwa doppelt so lang wie das Schiffchen. Das stumpfe Schiffchen ist grünlich und an der Spitze dunkelviolett. Alle zehn Staubblätter sind verwachsen.
Vicia lathyroides steht den Platterbsen (Lathyrus) nahe, da alle Staubfäden verwachsen sind. Honiglöcher fehlen und auch Nektar scheint nicht abgesondert zu werden. Der Griffel ist auffallend kurz, trägt aber doch vorne eine wohlentwickelte Griffelbürste. Die Bestäubungseinrichtung ist somit gegenüber der der meisten anderen Wicken stark reduziert und zwar infolge von Autogamie.
Die mehr oder weniger abstehenden Hülsenfrüchte sind bei einer Länge von 2 bis 2,5 Zentimetern sowie einer Breite von etwa 4 Millimetern linealisch, geschnäbelt, etwas gedunsen, glatt, meist kahl, braun bis schwarz und enthalten etwa sieben Samen.
Die Samen sind abgerundet-prismatisch, etwa 1,5 bis 2 mm lang, deutlich warzig und rötlichbraun bis schwarz gefärbt. Die Platterbsen-Wicke ist die einzige europäische Wickenart mit warzigen Samen.
Die Chromosomenzahl beträgt 2n = 12.

## Vorkommen
Vicia lathyroides ist ein submediterran-subatlantisches Florenelement. Die Platterbsen-Wicke kommt zerstreut in fast ganz Europa bis ins südliche Skandinavien, Kaukasusraum, auf der Krim, in Kleinasien und Nordafrika vor. Das Hauptareal der Platterbsen-Wicke liegt in Westeuropa und im Mittelmeerraum. Auf der Iberischen Halbinsel und in den höhergelegenen Teilen Mitteleuropas fehlt sie in großen Gebieten.
In Mitteleuropa kommt sie auf den West-, Ost- und Nordfriesischen Inseln, in Schleswig-Holstein, Mecklenburg-Vorpommern zerstreut vor; in Brandenburg, in den Sandgebieten vom Niederrhein bis zur Pfalz sowie am Main, im Rhein-Neckar-Gebiet und am Unterlauf des Regen, am Alpenfuß, in der Steiermark, in Kärnten, im Burgenland und in Niederösterreich ist sie selten. In Deutschland kommt die Platterbsen-Wicke häufig nur in Nord- und Ostdeutschland, in Bayern im Main- und Regnitzgebiet nur selten vor.
Die Platterbsen-Wicke gedeiht in kurzen Magerrasen und Heiden, auf Weiden, sandigen Brachäckern und an Wegrändern. Sie gedeiht in Deutschland fast ausschließlich im Tiefland und in der collinen Höhenstufe.
Die Platterbsen-Wicke gedeiht am besten auf sandigen, kalkarmen, schwach sauren Sandböden, die humus- und feinerdearm sein können, aber sommerwarm sein sollten. Sie ist in Mitteleuropa eine Charakterart der Ordnung der Corynephoretalia canescentis-Gesellschaften, der Silbergrasreichen Gesellschaften, kommt aber auch in Gesellschaften der Ordnung Sedo-Scleranthetalia vor.
Die ökologischen Zeigerwerte nach Landolt et al. 2010 sind in der Schweiz: Feuchtezahl F = 1 (sehr trocken), Lichtzahl L = 4 (hell), Reaktionszahl R = 2 (sauer), Temperaturzahl T = 4+ (warm-kollin), Nährstoffzahl N = 1 (sehr nährstoffarm), Kontinentalitätszahl K = 2 (subozeanisch).

## Taxonomie
Die Platterbsen-Wicke wurde 1753 von Carl von Linné in Species Plantarum Band 2, Seite 73 als Vicia lathyroides erstbeschrieben.